# Mordella leucocephla
Mordella leucocephla là một loài bọ cánh cứng trong họ Mordellidae. Loài này được Quedenfeldt miêu tả khoa học năm 1886.